# Glypta coloradana
Glypta coloradana là một loài tò vò trong họ Ichneumonidae.